# Kalamalka Lake Park
Kalamalka Lake Park är en park i Kanada.   Den ligger i provinsen British Columbia, i den södra delen av landet, 3 200 km väster om huvudstaden Ottawa. Kalamalka Lake Park ligger 476 meter över havet. Den ligger vid sjön Kalamalka Lake.
Terrängen runt Kalamalka Lake Park är kuperad åt sydväst, men åt nordost är den bergig. Närmaste större samhälle är Vernon, 7,6 km norr om Kalamalka Lake Park. 
I omgivningarna runt Kalamalka Lake Park växer i huvudsak barrskog. Runt Kalamalka Lake Park är det mycket glesbefolkat, med 2 invånare per kvadratkilometer.